# Libertad (Táchira)
Pour les articles homonymes, voir Libertad.
Libertad est l'une des vingt-neuf municipalités de l'État de Táchira au Venezuela. Son chef-lieu est Capacho Viejo. En 2011, la population s'élève à 27 547 habitants.

## Géographie

### Subdivisions
La municipalité est divisée en trois paroisses civiles avec, chacune à sa tête, une capitale (entre parenthèses) :
- Cipriano Castro (Hato de la Virgen) ;
- Libertad (Capacho Viejo) ;
- Manuel Felipe Rugeles (El Pueblito).